# Selección de fútbol sub-17 de Andorra
La Selección de fútbol sub-17 de Andorra es el equipo que representa al país en el Mundial Sub-17 y en la Eurocopa Sub-17; y es controlado por la Federación Andorrana de Fútbol.

## Participaciones

### Eurocopa Sub-16/Sub-17
| Campeonato Europeo Sub-17 de la UEFA | Campeonato Europeo Sub-17 de la UEFA | Campeonato Europeo Sub-17 de la UEFA | Campeonato Europeo Sub-17 de la UEFA | Campeonato Europeo Sub-17 de la UEFA | Campeonato Europeo Sub-17 de la UEFA | Campeonato Europeo Sub-17 de la UEFA | Campeonato Europeo Sub-17 de la UEFA | Campeonato Europeo Sub-17 de la UEFA |             | Record en las eliminatorias | Record en las eliminatorias | Record en las eliminatorias | Record en las eliminatorias | Record en las eliminatorias | Record en las eliminatorias | Record en las eliminatorias |
| Año                                  | Ronda                                | PJ                                   | PG                                   | PE                                   | PP                                   | GF                                   | GC                                   | DG                                   | PJ          | PG                          | PE                          | PP                          | GF                          | GC                          | DG                          |                             |
| 1998                                 | No calificó                          | No calificó                          | No calificó                          | No calificó                          | No calificó                          | No calificó                          | No calificó                          | No calificó                          | 2           | 0                           | 0                           | 2                           | 0                           | 21                          | -21                         |                             |
| 1999                                 | No participó                         | No participó                         | No participó                         | No participó                         | No participó                         | No participó                         | No participó                         | No participó                         | -           | -                           | -                           | -                           | -                           | -                           | -                           |                             |
| 2000                                 | No calificó                          | No calificó                          | No calificó                          | No calificó                          | No calificó                          | No calificó                          | No calificó                          | No calificó                          | No calificó | 2                           | 0                           | 0                           | 2                           | 1                           | 11                          | -10                         |
| 2001                                 | No calificó                          | No calificó                          | No calificó                          | No calificó                          | No calificó                          | No calificó                          | No calificó                          | No calificó                          | No calificó | 3                           | 0                           | 1                           | 2                           | 1                           | 15                          | -14                         |
| 2002                                 | No calificó                          | No calificó                          | No calificó                          | No calificó                          | No calificó                          | No calificó                          | No calificó                          | No calificó                          | No calificó | 2                           | 0                           | 0                           | 2                           | 1                           | 6                           | -5                          |
| 2003                                 | No calificó                          | No calificó                          | No calificó                          | No calificó                          | No calificó                          | No calificó                          | No calificó                          | No calificó                          | No calificó | 3                           | 0                           | 0                           | 3                           | 2                           | 17                          | -15                         |
| 2004                                 | No calificó                          | No calificó                          | No calificó                          | No calificó                          | No calificó                          | No calificó                          | No calificó                          | No calificó                          | No calificó | 3                           | 0                           | 1                           | 2                           | 0                           | 6                           | -6                          |
| 2005                                 | No calificó                          | No calificó                          | No calificó                          | No calificó                          | No calificó                          | No calificó                          | No calificó                          | No calificó                          | No calificó | 3                           | 0                           | 0                           | 3                           | 0                           | 22                          | -22                         |
| 2006                                 | No calificó                          | No calificó                          | No calificó                          | No calificó                          | No calificó                          | No calificó                          | No calificó                          | No calificó                          | No calificó | 3                           | 0                           | 0                           | 3                           | 0                           | 16                          | -16                         |
| 2007                                 | No calificó                          | No calificó                          | No calificó                          | No calificó                          | No calificó                          | No calificó                          | No calificó                          | No calificó                          | No calificó | 3                           | 0                           | 0                           | 3                           | 0                           | 9                           | -9                          |
| 2008                                 | No calificó                          | No calificó                          | No calificó                          | No calificó                          | No calificó                          | No calificó                          | No calificó                          | No calificó                          | No calificó | 3                           | 1                           | 0                           | 2                           | 3                           | 4                           | -1                          |
| 2009                                 | No calificó                          | No calificó                          | No calificó                          | No calificó                          | No calificó                          | No calificó                          | No calificó                          | No calificó                          | No calificó | 3                           | 0                           | 0                           | 3                           | 2                           | 12                          | -10                         |
| 2010                                 | No calificó                          | No calificó                          | No calificó                          | No calificó                          | No calificó                          | No calificó                          | No calificó                          | No calificó                          | No calificó | 3                           | 0                           | 1                           | 2                           | 0                           | 6                           | -6                          |
| 2011                                 | No calificó                          | No calificó                          | No calificó                          | No calificó                          | No calificó                          | No calificó                          | No calificó                          | No calificó                          | No calificó | 3                           | 0                           | 1                           | 2                           | 0                           | 10                          | -10                         |
| 2012                                 | No calificó                          | No calificó                          | No calificó                          | No calificó                          | No calificó                          | No calificó                          | No calificó                          | No calificó                          | No calificó | 3                           | 0                           | 0                           | 3                           | 0                           | 12                          | -12                         |
| 2013                                 | No calificó                          | No calificó                          | No calificó                          | No calificó                          | No calificó                          | No calificó                          | No calificó                          | No calificó                          | No calificó | 3                           | 0                           | 1                           | 2                           | 2                           | 14                          | -12                         |
| 2014                                 | No calificó                          | No calificó                          | No calificó                          | No calificó                          | No calificó                          | No calificó                          | No calificó                          | No calificó                          | No calificó | 3                           | 0                           | 0                           | 3                           | 0                           | 9                           | -9                          |
| 2015                                 | No calificó                          | No calificó                          | No calificó                          | No calificó                          | No calificó                          | No calificó                          | No calificó                          | No calificó                          | No calificó | 3                           | 0                           | 0                           | 3                           | 1                           | 5                           | -4                          |
| 2016                                 | No calificó                          | No calificó                          | No calificó                          | No calificó                          | No calificó                          | No calificó                          | No calificó                          | No calificó                          | No calificó | 3                           | 0                           | 0                           | 3                           | 0                           | 6                           | -6                          |
| 2017                                 | No calificó                          | No calificó                          | No calificó                          | No calificó                          | No calificó                          | No calificó                          | No calificó                          | No calificó                          | No calificó | 3                           | 0                           | 0                           | 3                           | 1                           | 10                          | -9                          |
| 2018                                 | No calificó                          | No calificó                          | No calificó                          | No calificó                          | No calificó                          | No calificó                          | No calificó                          | No calificó                          | No calificó | 3                           | 0                           | 1                           | 2                           | 1                           | 3                           | -2                          |
| 2019                                 | No calificó                          | No calificó                          | No calificó                          | No calificó                          | No calificó                          | No calificó                          | No calificó                          | No calificó                          | No calificó | 3                           | 1                           | 0                           | 2                           | 3                           | 10                          | -7                          |
| 2020                                 | No calificó                          | No calificó                          | No calificó                          | No calificó                          | No calificó                          | No calificó                          | No calificó                          | No calificó                          | No calificó | 3                           | 1                           | 0                           | 2                           | 1                           | 8                           | -7                          |
| 2022                                 | No calificó                          | No calificó                          | No calificó                          | No calificó                          | No calificó                          | No calificó                          | No calificó                          | No calificó                          | No calificó | 3                           | 0                           | 0                           | 3                           | 0                           | 12                          | -12                         |
| 2023                                 | No calificó                          | No calificó                          | No calificó                          | No calificó                          | No calificó                          | No calificó                          | No calificó                          | No calificó                          | No calificó | 3                           | 0                           | 1                           | 2                           | 2                           | 9                           | -7                          |
| 2024                                 | No calificó                          | No calificó                          | No calificó                          | No calificó                          | No calificó                          | No calificó                          | No calificó                          | No calificó                          | No calificó | 3                           | 0                           | 0                           | 3                           | 1                           | 7                           | -6                          |
| 2025                                 | No calificó                          | No calificó                          | No calificó                          | No calificó                          | No calificó                          | No calificó                          | No calificó                          | No calificó                          | No calificó | 6                           | 1                           | 1                           | 4                           | 2                           | 16                          | −14                         |
| Total                                | 0/25                                 |                                      |                                      |                                      |                                      |                                      |                                      |                                      |             | 76                          | 4                           | 8                           | 64                          | 24                          | 276                         | −252                        |

## Partidos ganados
| Fecha                   | Ciudad           | Local   | Resultado | Visitante  | Competición                                                     |
| ----------------------- | ---------------- | ------- | --------- | ---------- | --------------------------------------------------------------- |
| 6 de octubre de 2007    | Andorra la Vieja | Andorra | 3-0       | San Marino | Primera Ronda Eliminatoria a la Eurocopa Sub-17 2008            |
| 2 de noviembre de 2018  | Dugopolje        | Andorra | 3-0       | Armenia    | Clasificación para el Campeonato Europeo de la UEFA Sub-17 2019 |
| 15 de noviembre de 2019 | Cobh             | Andorra | 1-0       | Israel     | Clasificación para el Campeonato Europeo de la UEFA Sub-17 2020 |
| 13 de marzo de 2025     | Sotira           | Andorra | 1-0       | Moldavia   | Clasificación para el Campeonato Europeo de la UEFA Sub-17 2025 |